# Kigo
Kigo (jap. 季語) – słowa lub zwroty w języku japońskim związane z porami roku; także  kidai (jap. 季題) – tematyka pór roku w poezji haiku. 
Występują one w poezji haiku. W erze rozkwitu poezji haiku znane było około 150 tego typu sformułowań, które pozwalały na osiągnięcie największej możliwej lapidarności tekstu.